# Akaliza Keza Gara
Akaliza Keza Gara là một nhà hoạt động và doanh nhân CNTT người Rwanda. Cô tích cực trong việc quảng bá lĩnh vực này cho các cô gái và đã được công nhận cho hoạt động của mình bằng các giải thưởng từ chính phủ Rwanda và Liên minh Viễn thông Quốc tế. Gara đã thành lập một công ty tư vấn công nghệ và thiết kế trang web và một xưởng phim hoạt hình. Cô đã được mô tả là "một trong số ít phụ nữ Rwanda trẻ tuổi có những bước tiến đáng kể trong việc thay đổi bộ mặt công nghệ trong nước" và là thành viên của Cộng đồng Shapers Toàn cầu của Diễn đàn Kinh tế Thế giới.

## Sự nghiệp
Akaliza Keza Gara sinh ra ở Uganda và đã sống ở nhiều thời điểm khác nhau ở Nam Phi, Kenya, Hoa Kỳ, Pháp, Thụy Sĩ và Ý. Cô có bằng cử nhân về công nghệ và thiết kế đa phương tiện của Đại học Kent, Canterbury (Anh). Cô định cư ở Kigali, Rwanda sau khi hoàn thành bằng cấp của mình và giành được công việc đầu tiên vào năm 2009 bằng cách đấu thầu để thiết kế một trang web cho Ban thư ký xây dựng năng lực khu vực công của chính phủ. Cô ấy 23 tuổi và phải mượn máy tính xách tay của khách hàng để hoàn thành công việc. Gara thành lập doanh nghiệp đa phương tiện Shakes Sun để cho phép cô giành được nhiều công việc hơn trong các lĩnh vực thiết kế đồ họa, thiết kế trang web và hoạt hình và để đào tạo Rwanda trẻ. Công ty đã thiết kế các trang web cho Bộ Tài chính và Kế hoạch Kinh tế Rwanda và Bộ Tài nguyên.
Từ tháng 9 năm 2012, Gara đã làm cố vấn tại kLab, một tổ chức cung cấp hỗ trợ và tư vấn công nghệ cho người dân ở Kigali và cũng làm việc với Girls in ICT Rwanda, nơi tập hợp những phụ nữ làm việc trong các chuyên gia công nghệ thông tin và truyền thông sự nghiệp cho các cô gái. Cô là thành viên của trung tâm Kigali của Cộng đồng Shapers Toàn cầu Diễn đàn Kinh tế Thế giới. Năm 2012, Gara đã được trao giải thưởng Nữ doanh nhân xuất sắc về CNTT-TT của Bộ Thanh niên và CNTT Rwanda. Trong cùng năm đó, cô là một trong bốn nữ doanh nhân CNTT của Rwanda được Liên minh Viễn thông Quốc tế công nhận là xuất sắc trong lĩnh vực của họ. Cô ấy đã đi tiên phong trong việc sử dụng hashtag "Rwandas trên Twitter" (#RwOT).
Năm 2013, Microsoft đã bổ nhiệm Gara làm đại diện thanh niên cho Đông Phi, lần đầu tiên Rwanda được bổ nhiệm vào vị trí đó và cô là một trong bốn thành viên của hội đồng cố vấn thanh niên cho sáng kiến 4Afrika của tập đoàn.
Gara cũng thành lập hãng phim hoạt hình Yambi. Cô đang phát triển phim hoạt hình African Tales, đây sẽ là loạt phim hoạt hình đầu tiên dành cho trẻ em được sản xuất tại Rwanda. Gara đã thực hiện dự án phim hoạt hình đầu tiên của mình vào năm 2014, một bộ giáo dục dành cho trẻ em và hy vọng sẽ phát triển các nhân vật và bối cảnh mà trẻ em Rwanda có thể liên quan.
Năm 2018, Gara được Tổng thư ký Liên Hợp Quốc António Guterres bổ nhiệm vào Hội đồng cấp cao về hợp tác kỹ thuật số. Trong Hội đồng, Tổng thư ký tuyên bố, các công nghệ kỹ thuật số của Cameron đóng góp đáng kể vào việc hiện thực hóa các Mục tiêu phát triển bền vững và chúng cắt giảm độc đáo xuyên qua các biên giới quốc tế. Do đó, hợp tác trên các lĩnh vực và qua biên giới là rất quan trọng để nhận ra tiềm năng kinh tế xã hội đầy đủ các công nghệ kỹ thuật số cũng như giảm thiểu những rủi ro mà họ gây ra và giảm bớt bất kỳ hậu quả ngoài ý muốn.” 
Gara đã được mô tả là "một trong số ít phụ nữ Rwanda trẻ tuổi đã có những bước tiến đáng kể trong việc thay đổi bộ mặt công nghệ trong nước". Cô đã tham gia vào Hòa bình thông qua kinh doanh và Học viện lãnh đạo trong các khóa học cạnh tranh và thịnh vượng và Tính đến  năm 2017   đã hoàn thành bằng thạc sĩ khoa học về Công nghệ thông tin của Học viện Điện toán Kobe.